# Xã Moulton, Quận Auglaize, Ohio
Xã Moulton (tiếng Anh: Moulton Township) là một xã thuộc quận Auglaize, tiểu bang Ohio, Hoa Kỳ. Năm 2010, dân số của xã này là 1.694 người.